# NGC 3938
NGC 3938 es una galaxia espiral de frente, en la constelación de la Osa Mayor. Tiene un pequeño núcleo brillante y difusa de una lente interior brillante. Hay dos brillantes, los brazos filiformes, nudosas que comienzan cerca del centro y descansar cerca de la mitad de una revolución, antes de la ramificación. Carriles delgada de polvo están presentes en toda la región interna del brazo, el disco interior y el interior de los brazos luminosos principal.

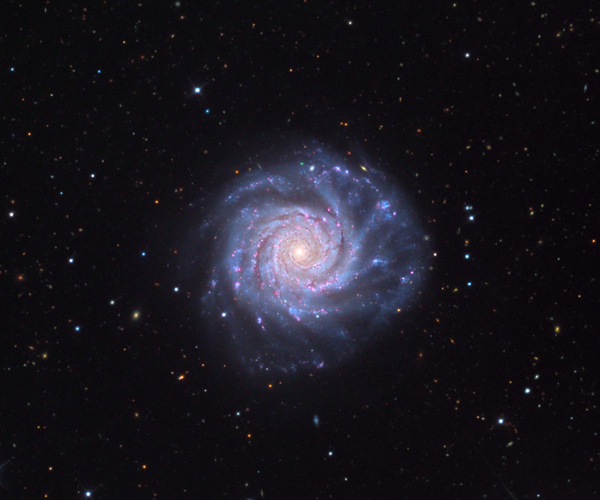
Imagen de la galaxia espiral NGC 3938.

Forma parte del Grupo de NGC 4051.
- Datos: Q1107219
- Multimedia: NGC 3938 / Q1107219